# Lamentate
Lamentate (Homenatge a Anish Kapoor i la seva escultura "Marsyas") per a piano i orquestra és el treball instrumental més gran del compositor estonià Arvo Pärt. L'obra va ser encarregada per Tate and Egg Live, escrita el 2002 i estrenada els dies 7 i 8 de febrer de 2003 al Turbine Hall del Tate Modern Museum de Londres, on es va instal·lar el massís "Marsyas". La pianista de l'estrena va ser Hélène Grimaud, amb Alexander Briger dirigint la London Sinfonietta. La peça està escrita amb l'estil tintinnabuli, la tècnica que Pärt va crear el 1976.

## Estructura
Lamentate és un treball en deu moviments: 
1. Minacciando ~ 3 min
2. Spietato ~ 3 min 30 s
3. Fragile ~ 1 min
4. Pregando ~ 6 min
5. Solitudine - stato d'animo ~ 5 min 30 s
6. Consolante ~ 1 min 30 s
7. Stridendo ~ 1 min 30 s
8. Lamentabile ~ 6 min
9. Risolutamente ~ 3 min
10. Fragile e conciliante ~ 7 min

L'execució de l'obra dura uns 40 minuts.